# Націсквіларі
Націсквіларі (груз. ნაწისქვილარი) — село в Грузії.
За даними перепису населення 2014 року в селі проживає 379 осіб.